# Ranunculus peduncularis
Ranunculus peduncularis Sm. – gatunek rośliny z rodziny jaskrowatych (Ranunculaceae Juss.). Występuje naturalnie w Chile oraz Argentynie. 

## Morfologia
PokrójBylina o owłosionych pędach. Dorasta do 10–15 cm wysokości.
LiścieSą trójdzielne. Mierzą 11 cm średnicy. Złożone z klapek o kształcie od liniowego do lancetowatego i długości 2–3 cm. Osadzone są na długich ogonkach liściowych.
KwiatySą pojedyncze. Pojawiają się na szczytach pędów. Mają żółtą barwę. Dorastają do 18 mm średnicy. Mają od 5 do 7 odgiętych działek kielicha oraz od 10 do 15 płatków.